# Diphyes dispar
Diphyes dispar is een hydroïdpoliep uit de familie Diphyidae. De poliep komt uit het geslacht Diphyes. Diphyes dispar werd in 1821 voor het eerst wetenschappelijk beschreven door Chamisso & Eysenhardt. 